# 太白粉

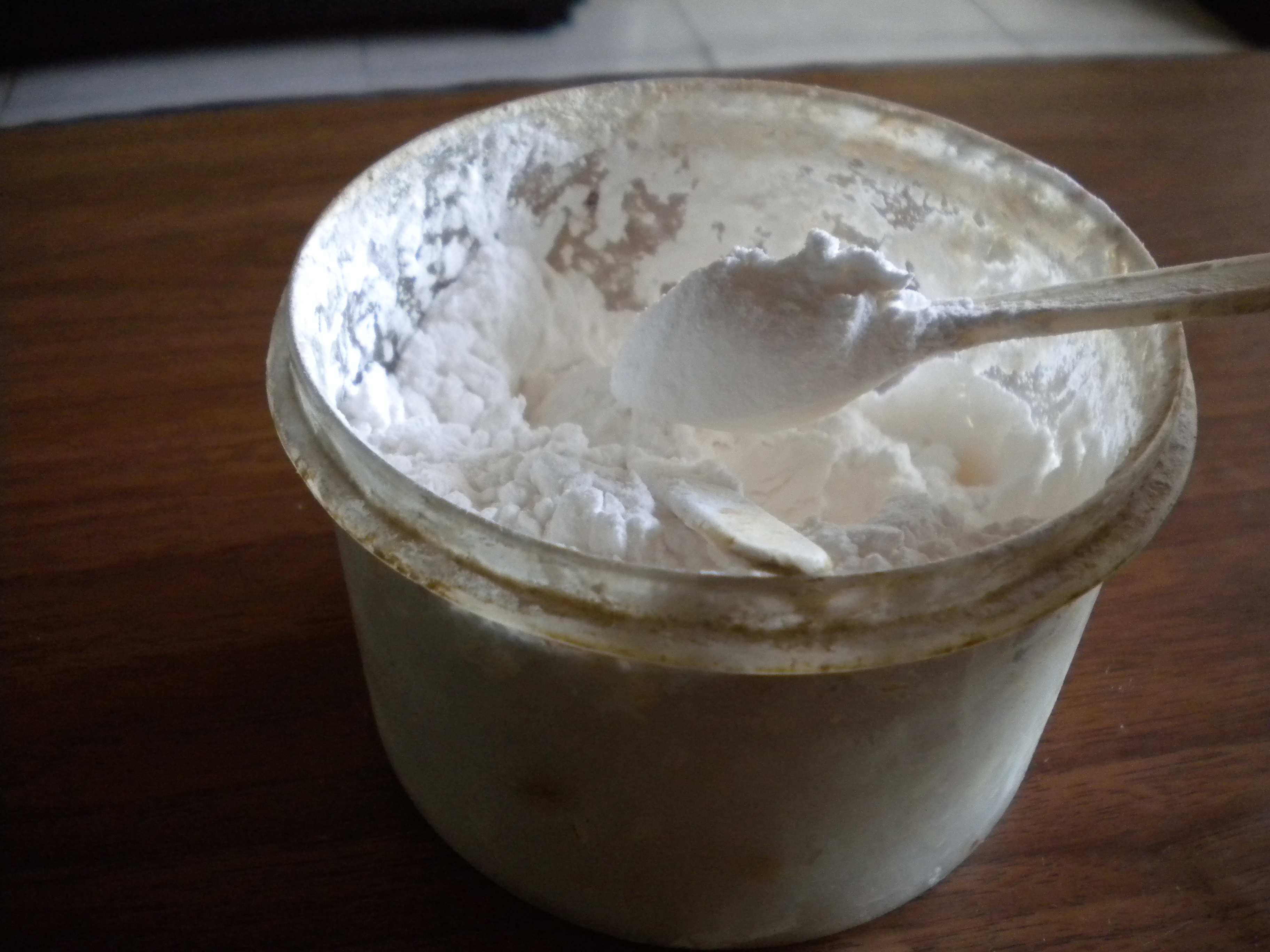
太白粉

太白粉是勾芡用澱粉的統稱，依照成分可分為豌豆粉、玉米澱粉、芋粉、木薯粉、薯粉等。最早期是民間以太白薯（另稱竹芋或葛鬱金）根莖所製作，故得其名（以豌豆製者稱豆粉）。馬鈴薯引進後，太白粉的原料才逐漸以馬鈴薯作商業化生產為主，後因為木薯（樹薯）種植容易，種植及生產成本較低廉，故用木薯粉取代。新鮮的木薯塊根含有微量具有毒性之氢氰酸，但是因為繁多的料理程序，毒素早已分解。台灣的太白粉目前大多數為木薯粉，日式太白粉則以馬鈴薯粉為主。

## 用途

### 勾芡
用途和玉米澱粉相似，可以在烹调中加冷水勾芡，加热後凝结成透明的粘稠狀，使得菜肴的湯汁濃稠有光澤。但和玉米粉不同的是，太白粉勾芡冷却後会变稀。

### 泡粉
為台灣早期社會給小孩吃的一種簡單甜食，將太白粉加糖和冷開水攪勻後，用高溫熱水沖開成糊狀後食用。

## 各類食用澱粉
| 原料         | 名稱                           | 用途、備註                                 |
| ------------ | ------------------------------ | ------------------------------------------ |
| 小麥         | 麵粉、澄粉（無筋麵粉）         | 適合西點麵食製作。                         |
| 馬鈴薯       | 太白粉、生粉                   | 適合勾芡和醃食物，湯汁放涼後會還水變稀。   |
| 玉米         | 玉米澱粉、玉米麵粉、粟粉、生粉 | 適合西點製作、勾芡，湯汁放涼後依然濃稠。   |
| 番薯         | 地瓜粉、蕃薯粉                 | 顆粒較為粗糙，適合油炸。                   |
| 木薯         | 樹薯粉、木薯粉（太白粉）       | 泰國木薯粉有時被當成地瓜粉或太白粉。       |
| 蓮藕         | 蓮藕粉                         | 製作藕粉羹、蒸藕粉。                       |
| 其他食用粉類 |                                |                                            |
| 稻米         | 糯米粉、在來米粉               | 製作湯圓、年糕                             |
| 紅藻         | 洋菜粉                         | 製作果凍。非單純由葡萄糖聚合而成之澱粉類。 |
| 海藻類       | 果凍粉                         | 製作果凍。非單純由葡萄糖聚合而成之澱粉類。 |
| 蒟蒻         | 蒟蒻粉                         | 製作蒟蒻。非單純由葡萄糖聚合而成之澱粉類。 |